# Fairmont Kuala Lumpur Tower 1
Le Fairmont Kuala Lumpur Tower 1 est un gratte-ciel de 370 mètres en construction depuis 2014 dans la ville de Kuala Lumpur en Malaisie. Il devrait être achevé en 2028.